# Nesochrysa ruficeps
Nesochrysa ruficeps is een insect uit de familie van de gaasvliegen (Chrysopidae), die tot de orde netvleugeligen (Neuroptera) behoort. 
Nesochrysa ruficeps is voor het eerst wetenschappelijk beschreven door Tjeder in 1966.